# Бек (община)
Бек (нидерл. Beek, лимб. Baek) — община в провинции Лимбург (Нидерланды).

## История
Община была образована в 1982 году.

## Состав
Община включает город Бек, а также деревни Спаубек, Нербек, Генхаут, Геверик и Келмонд.

## География
Территория общины занимает 21 км². На 1 января 2010 года в общине проживал 16 586 человек.